# Giarnni Regini-Moran
Giarnni Lorenzo Regini-Moran (né le 2 août 1998 à Great Yarmouth) est un gymnaste artistique britannique.

## Biographie
Son père, Glenn Moran, est Irlandais et sa mère, Kerri Regini, est d’origine italienne. Ils emménagent pour l’Europa Centre à Crayford où Regini-Moran s’entraîne avec Pete Etherington. 
Lors des Jeux olympiques de la jeunesse d'été 2014, il est triple médaillé d'or (concours général, sol et saut de cheval) et double médaillé de bronze (barres parallèles et barre fixe). 
Il remporte deux médailles d'or et une médaille d'argent en juniors aux Championnats d'Europe de gymnastique artistique masculine 2014 à Sofia puis deux médailles d'or et deux médailles d'argent au Festival olympique de la jeunesse européenne 2015 à Tbilissi. Il obtient trois médailles d’or et deux médailles d'argent dans la catégorie juniors lors des Championnats d'Europe de gymnastique artistique masculine 2016 à Berne. 
Il remporte la médaille d’argent au sol derrière Emil Soravuo lors des Jeux européens de 2019 puis la médaille de bronze au saut de cheval aux Championnats d'Europe de gymnastique artistique 2021 à Berne.
En 2022, il est médaillé d'or par équipes, médaillé d'argent au saut de cheval ainsi qu'aux barres parallèles et médaillé de bronze au sol aux Jeux du Commonwealth. La même année, il est médaillé d'or par équipe et médaillé de bronze aux barres parallèles aux Championnats d'Europe, puis médaillé d'or au sol et médaillé de bronze par équipe aux Championnats du monde.